# Liste der Members des Order of Canada/C
Diese Liste gibt einen Überblick aller Personen, denen die Auszeichnung Member of the Order of Canada verliehen wurde.

## C
1. Aldée Cabana
2. Gisèle Beaudoin Cabana
3. Howard Cable
4. Francis H. Cabot
5. Barbara Cadbury
6. George Woodall Cadbury
7. Charles-Auguste Cadieux
8. Jean A. Cadieux
9. André Caillé
10. Larry Cain
11. Michael H. Cain
12. Thomas Scott Caldwell
13. Louis P. Callaghan
14. E. Patrick Callison
15. Susan Calne
16. Deane Cameron
17. Gordon Irwin Cameron
18. Gordon Wallace Cameron
19. James Malcolm Cameron
20. John Allan Cameron
21. Michelle A. Cameron
22. Silver Donald Cameron (2012)
23. Stevie Cameron
24. William Maxwell Cameron
25. Vickie Cammack (2014)
26. Carmen Campagne (2013)
27. Iona V. Campagnolo
28. Angus Robert Campbell
29. Anne Adamson Campbell
30. Bruce D. Campbell (2015)
31. Clara Evelyn Campbell
32. Constantine Alberga Campbell
33. D. Ralph Campbell
34. David M. Campbell
35. Donald Fraser Campbell
36. Douglas Campbell (1997)
37. Douglas Lloyd Campbell (1972)
38. Duncan Chester Campbell
39. James Campbell
40. Margaret Fasken Baird Campbell
41. Marjorie (Elliott) Wilkin Campbell
42. Neil William Campbell
43. Norman R. C. Campbell (2014)
44. W. Kenneth Campbell
45. Lucien Campeau
46. Alfredo F. M. Campo
47. Brian A. Canfield
48. Paul G. S. Cantor (2013)
49. Ronald Caplan
50. Pat Capponi (2015)
51. Bonnie Laura McClung Cappuccino
52. Mel Cappe
53. Fred Cappuccino
54. S Car (2015)
55. Tantoo Cardinal
56. Jean Carignan
57. Robert Thomas Carkner
58. Robert Dicks Carman
59. Fred Carmichael
60. Herbert H. Carnegie
61. Pat Carney
62. Stephen Carpenter (2013)
63. Denny Carr
64. Judith Feld Carr
65. J. A. Berthold Carriere
66. Gaston Carrière
67. Ruth Carse
68. Anne Carson
69. Allan Ian Carswell
70. Owen Le Mesurier Carter
71. Wilfred Mackenzie Carter
72. Humphrey Stephen Mumford Carver
73. Orin Donald Carver
74. Winslow S. Case
75. Margaret Casey
76. Michael Thomas Casey
77. Timothy W. Casgrain (2014)
78. John Cassaday
79. Stanley Bernard Cassidy
80. Jacques J. Castonguay
81. Carlo Cattarello
82. Charles R. Catto
83. Robert Cauchon
84. Paul J. J. Cavalluzzo (2013)
85. Juliette Cavazzi
86. Raffi Cavoukian
87. Frederick T. Cenaiko
88. J. J. (Jack) Cennon
89. Irène Fournier Chabot
90. Maurice J. Chagnon
91. Jean Chamberlain Froese (2014)
92. Savvas Chamberlain
93. Louis Joseph Chamberland
94. Robert William Chambers
95. Dominic Champagne
96. Roger Champoux
97. Ernest C. F. Chan
98. Alice Mannor Chan-Yip
99. Simon Chang
100. James G. Channing
101. Serge Chapleau (2015)
102. Christopher Martin Chapman
103. Louis Charbonneau
104. Archie Charles
105. Charlie Peter Charlie
106. Hwunumetse' - Simon Charlie
107. Eric Charman
108. André Charron
109. Stephen Chatman (2012)
110. Joseph Christian Gabriel Chartrand
111. Henri Chassé
112. Frank W. Chauvin
113. Alice Mary Elizabeth Cheatley
114. James K. M. Cheng
115. Lawrence Cherney
116. Saul Mark Cherniack
117. Martin Chernin (2015)
118. François Chevalier
119. Léo Chevalier
120. Yves Chevrier
121. Jack Chiang
122. Elphège Chiasson
123. Jean C. Chiasson
124. Julia Chia-yi Ching
125. Warren Chippindale
126. Rae Chittick
127. Wayne Suk Wing Chiu (2015)
128. Yvonne Chiu
129. Harry Chonkolay
130. Marc Chouinard
131. Wayson Choy
132. France Chrétien Desmarais
133. David A. Christensen
134. Ione J. Christensen
135. Wallace B. Chung
136. Young Sup Chung
137. Robert B. Church
138. James A. Churchman
139. George Chuvalo
140. Victor Cicansky
141. Sam John Ciccolini
142. Dmytro Cipywnyk
143. Michael Clague
144. Barbara J. Clark
145. Charles J. Clark
146. Douglas Harvey Clark
147. Florence Joan Clark
148. H. Spencer Clark
149. Ian D. Clark
150. Roger Clark
151. W. Edmund Clark
152. Austin Chesterfield Clarke
153. Denise Clarke (2013)
154. Donald W. Clarke
155. Frances Anna Clarke
156. Irene W. H. Clarke
157. John Clarke
158. Kenneth H. J. Clarke
159. Michael F. Clarke
160. Terence M. Clarke
161. Stephen Clarkson
162. Renée Claude
163. Joan Douglas Clayton
164. Douglas Bruce Clement
165. Claude Clément
166. F. Ronald Cleminson
167. Bruce Clemmensen
168. Amy L. Clemons
169. Ronald Laird Cliff
170. Terrence Joseph Slater Clifford
171. Édith Cloutier (2013)
172. Jean-Paul Cloutier
173. Caroline L. Clow
174. Ronald Martin Clowes
175. George C. Clutesi
176. Suzanne M. Coallier
177. Dennis Cochrane (2013)
178. Janet Cochrane
179. Georges Codling
180. Joy Coghill
181. Fred Cogswell
182. Dian Nusgart Cohen
183. Erminie Joy Cohen
184. Harry B. Cohen
185. Joseph H. Cohen
186. Martha Cohen
187. Morley Mitchell Cohen
188. Samuel N. Cohen
189. Dusty Cohl
190. Réjane Laberge Colas
191. François Colbert
192. Carol Ann Cole
193. Christina Cole
194. Douglas Cole
195. James A. Coleman
196. Edgar Andrew Collard
197. H. Elizabeth Collard
198. Earlaine Collins (2014)
199. Eleanor Collins (2014)
200. Louis William Collins
201. William (Bill) Collins
202. Ron Collister
203. John Robert Colombo
204. Burton D. Colter
205. Bernardin Joseph Comeau
206. Louis R. Comeau
207. Phil Comeau
208. William J. Commanda
209. Anthony Comper
210. Elizabeth Comper
211. Harry Con
212. Thomas J. Condon
213. Charles Joseph Connaghan
214. J. Harold Conway
215. Donald Frederick Cook
216. Rebecca J. Cook
217. Gail Cook-Bennett
218. Fred Cooke
219. Jacqueline Cool-Collette
220. Ernest Coombs
221. Jane Coop
222. Edward John Cooper
223. George T. H. Cooper
224. Jack Cooper
225. Mel Cooper
226. Robert Cooper
227. Paul Copeland
228. Maurice Corbeil
229. Wilfrid Corbeil
230. Marvin Corber
231. Ronald Corey
232. Georges M. Coriaty
233. Barbara Villy Cormack
234. Eric W. Cormack
235. Auréa Cormier
236. Robert Cormier
237. Jiri George Corn
238. Guy Corneau (2012)
239. M. Dorothy Corrigan
240. Camille Corriveau
241. Margaret M. Costantini
242. Gérard Côté
243. Héliodore Côté
244. Jean-Pierre Côté
245. Pierre Côté
246. Jocelyne Côté-O’Hara (2011)
247. Florence Cottee
248. Cécile Coulombe
249. Georges-Henri Coulombe
250. Dave Sr. Courchene
251. Nellie J. Cournoyea
252. Herbert T. Coutts
253. James A. Coutts
254. Armand Couture
255. Jean-G. Couture
256. Jean-Guy Couture
257. Roland Couture
258. Thérèse Couturier Robitaille
259. Dennis Covill
260. Glenn Keith Cowan
261. Albert Reginald Cox
262. Rita Marjorie Cox
263. Kathleen M. Cox-Sutton
264. Mona H. Coxwell
265. Linda Dorothy Crabtree
266. Albert M. Craig
267. Hugh Catherwood Craig
268. Joan Craig
269. John R. Craig
270. Toller Cranston
271. William H. Cranston
272. J. Douglas Crashley
273. Louise Crawford
274. Helen Creighton
275. Catherine Anne Crocker
276. Charmaine A. Crooks
277. Gertrude Crosbie
278. Mabel M. Crosland
279. Jack L. Cross
280. John V. Cross (2015)
281. Peter Alexander Crossgrove
282. Jean-Paul Croteau
283. Catherine Kraus Crouse
284. John W. Crow
285. Sam Crow
286. Joe Crow Shoe
287. Josephine Crow Shoe
288. Ivan H. Crowell
289. Douglas N. Crozier
290. Hilda Cryderman
291. Evelyn MacEwan Cudmore
292. Harry Alfred Cuff
293. Claire Eglin Culhane
294. Burton Cummings
295. Maxwell Cummings
296. Steven M. Cummings
297. Sidney Joseph Cunliffe
298. Chester R. Cunningham
299. Gordon R. Cunningham
300. Tagak Curley
301. Walter Curlook
302. Donald E. Curren
303. Gordon G. Currie
304. John Hugh Currie
305. Ollie Currie
306. Bobby Curtola
307. Maurice T. Custeau
308. Max Cynader
309. Jean Cypihot
310. Jeanne Cypihot